# Auberge de la Couronne (Dambach-la-Ville)
Pour l’article homonyme, voir Auberge de la Couronne (Saint-Flour).
L'auberge de la Couronne est un monument historique situé à Dambach-la-Ville, dans le département français du Bas-Rhin.

## Localisation
Ce bâtiment est situé au 13, place du Marché à Dambach-la-Ville.

## Historique
L'édifice fait l'objet d'une inscription au titre des monuments historiques depuis 1930.